# جانيل باركس
جانيل باركس (بالإنجليزية: Janelle Parks)‏ مواليد 1 أغسطس 1962 في أوهايو، الولايات المتحدة، هي دراج أمريكية سابقة. سبق أن شاركت في دورة الألعاب الأولمبية الصيفية.

## روابط خارجية
- جانيل باركس على موقع أرشيف الدراجات (الإنجليزية)
- جانيل باركس على موقع إحصائيات الدراجات الإحترافية (الإنجليزية)
- جانيل باركس على موقع أوليمبيديا (الإنجليزية)